# Haven’t We Met?
| Оценки критиков               | Оценки критиков |
| Источник                      | Оценка          |
| ----------------------------- | --------------- |
| AllMusic                      | [ 3 ]           |
| Billboard                     | [ 4 ]           |
| Encyclopedia of Popular Music | [ 5 ]           |

Haven’t We Met? — студийный альбом американской певицы Кармен Макрей, выпущенный в 1965 году на лейбле Mainstream Records. Аранжировщиком и дирижёром выступил Дон Себески.

## Список композиций
1. «Life Is Just a Bowl of Cherries» (Лью Браун, Рэй Хендерсон) — 2:50
2. «Who Can I Turn To?» (Энтони Ньюли, Лесли Брикасс) — 3:00
3. «He Loves Me» (Джерри Бок, Шелдон Хенрик) — 2:07
4. «Sweet Georgia Brown» (Бен Берни, Кеннет Кейси, Масео Пинкард) — 3:15
5. «Don’t Ever Leave Me» (Джером Керн, Оскар Хаммерстайн II) — 2:37
6. «Gentlemen Friend» (Артур Хорвитт, Ричард Льюни) — 2:18
7. «Haven’t We Met?» (Кенни Ранкин, Рут Бэтчелор) — 2:24
8. «It Shouldn’t Happen to a Dream» (Дон Джордж, Дюк Эллингтон, Джонни Ходжес) — 2:59
9. «Limehouse Blues» (Дуглас Фербер, Филип Брэм) — 2:59
10. «I’m Foolin’ Myself» (Джек Лоуренс, Питер Тинтурин) — 3:00
11. «Love Is a Night-Time Thing» (Боб Хеймес) — 2:37
12. «Fools and Lovers» (Клифф Адамс, Вероника Барнс) — 2:25

## Участники записи
- Кармен Макрей — вокал
- Дон Себески — аранжировка, дирижёр
- Артур Дэвис, Ричард Дэвис — бас-гитара
- Пол Фолиз, Тони Стадд — бас-тромбон
- Энтони Софос, Чарльз Маккракен, Джордж Риччи, Харви Шапиро — виолончель
- Эд Шонесси, Мел Льюис[7] — ударные
- Барри Гэлбрейт — электрогитара, гитара
- Эрл Чапин, Джимми Баффингтон, Рэй Алонж, Дик Берг — валторна
- Маргарет Росс — арфа
- Даг Аллан, Фил Краус — перкуссия
- Норман Симмонс — фортепиано
- Чарльз Мариано, Леон Коэн, Фил Боднер, Стэн Уэбб — тенор-саксофон, альт-саксофон, кларнет, гобой, флейта, альтовая флейта, флейта-пикколо
- Уильям Уотрус, Уэйн Андре — тромбон
- Берни Глоу, Берт Коллинз, Джеймс Максвелл*, Джимми Ноттингем, Мел Дэвис — труба
- Дон Баттерфилд — туба
- Аарон Розанд, Арнольд Эйдус, Бернард Эйхен, Чарльз Либов, Дэвид Надьен, Джин Орлофф, Джордж Окнер, Джек Зайд, Лео Кручек, Майкл Спиваковски, Рауль Полякин, Тоша Самарофф — скрипка